# Amexica: War Along the Borderline
Amexica: War Along the Borderline (tj. Amexika: válka podél hranice) je kniha anglického novináře Eda Vulliamyho. Popisuje v ní situaci na hranicích Mexika a Spojených států amerických (tedy region, který označuje termínem Amexica) – pašování drog a další činnosti drogových kartelů, únosy, vraždy, praní špinavých peněz, pracovní podmínky v americkýh továrnách na mexickém území (levnější pracovní síla) a problematiku nelegální migrace na sever, opačným směrem pak pašování zbraní, v USA na rozdíl od Mexika snadno dostupných. Vulliamy v oblasti dlouhodobě pobýval. Kniha je strukturována jako cestopis, první kapitola se odehrává na západním pobřeží, závěrečná na východním, tedy od Tichého oceánu po Mexický záliv. Popisuje situaci v hraničních městech Tijuana (Baja California) a San Diego (Kalifornie), Ciudad Juárez (Chihuahua) a El Paso (Texas), Nuevo Laredo (Tamaulipas) a Laredo (Texas), Matamoros (Tamaulipas) a Brownsville (Texas) a dalších.
Původní kniha vyšla v roce 2010. O deset let později se dočkala nového vydání, podstatně rozšířeného a aktualizovaného mj. v souvislosti s politikou prezidenta Donalda Trumpa. I během tohoto období se autor do oblasti několikrát vrátil a nějaký čas v ní i žil. Kniha byla přeložena do francouzštiny, nizozemštiny, katalánštiny, polštiny a španělštiny. Novinář Hugh O'Shaughnessy, recenzující první vydání z roku 2010 pro The Observer, ji označil za „nejživější knihu dosud vydanou v angličtině o krvavé pohromě“ na hranicích Mexika a USA. Časopis Kirkus Reviews knihu zařadil mezi 25 nejlepších knih literatury faktu roku 2010. V recenzi ji označil za „působivě vykreslenou zprávu, vyvolávající noční můry.“ V roce 2013 kniha získala Cenu Ryszarda Kapuścińského.

## Vydání

### Angličtina
- Amexica: War Along the Borderline, Bodley Head 2010, ISBN 978-1-84792-128-4 (hardcover)
- Amexica: War Along the Borderline, Farrar, Straus and Giroux 2010, ISBN 978-0-374-10441-2 (hardcover)
- Amexica: War Along the Borderline, Picador 2011, ISBN 978-0-312-61061-6 (paperback)
- Amexica: War Along the Borderline, Vintage 2011, ISBN 978-0-09-954656-6 (paperback)
- Amexica: War Along the Borderline, Vintage 2020, ISBN 978-1-5291-1366-2 (paperback)

### Překlady
- Améxica: Guerra en la frontera, Tusquets Editores 2012, ISBN 978-84-8383-413-8 (španělština)
- Amexica: Oorlog langs de grens, Ambo 2011, ISBN 978-90-263-2277-8 (nizozemština)
- Amèxica, Editorial Empúries 2012, ISBN 978-84-9787-778-7 (katalánština)
- Ameksyka. Wojna wzdłuż granicy, Czarne 2012, ISBN 978-83-7536-369-2 (polština)
- Amexica: La guerre contre le crime organisé sur la frontière Etats-Unis / Mexique, Albin Michel 2013, ISBN 978-2-226-24546-5 (francouzština)